# Жирмунская, Тамара Александровна
Тама́ра Алекса́ндровна Жирму́нская (22 марта 1936, Москва — 12 февраля 2023, Москва) — русская поэтесса, переводчица, литературный критик, литературовед.

## Биография
Племянница академика В. М. Жирмунского — её отец, юрист Александр Вульфович (Владимирович) Жирмунский (1891, Вильна — 1963, Москва), приходился двоюродным братом В. М. Жирмунскому, будучи сыном виленского купца первой гильдии и строительного подрядчика Вульфа Шеваховича (в быту Владимира Савельевича) Жирмунского (1840, Вильна — 1900, Друскеники) и его жены Тамары Гершоновны. Мать — Мария Фёдоровна Шкитина (1903, Солнечногорск — 1973, Москва), бухгалтер.
Тамара Жирмунская окончила Литературный институт (1958, семинар Евгения Долматовского), публикуется с 1954 года в журналах «Новый мир», «Знамя», «Дружба народов», «Октябрь», «Континент», «Дети Ра», «Крещатик», «Иерусалимский журнал»; в альманахах «Истоки», «До и после», «Кольцо А», «Коростель», «Родная речь», «Юрьев день». Работала в газете «Труд» и журнале «Крестьянка».
Член Союза писателей СССР с 1963 года (исключена в 1979 году в связи с подачей документов на выезд в Израиль, восстановлена в 1981 году в Союзе писателей СССР, а также в Русском ПЕН-центре)
С 1999 по 2021 год жила в Германии (Мюнхен).
Лауреат премии Союза писателей Москвы «Венец» (2002) за книгу «Короткая пробежка».
16 ноября 2021 года дочь привезла Тамару Александровну Жирмунскую после перенесённого ею ковида из Мюнхена в Москву. Выполнила таким образом её последнее желание и волю. Сама Жирмунская объяснила, что хочет дожить отпущенный ей богом срок на родине. В Москве она прожила ещё год и четыре месяца.
Умерла 12 февраля 2023 года. Похоронена на Введенском кладбище (уч. 19).
После её смерти Сандра Мясникова издала о своей матери книгу «Поэт не может умереть» (2024). В книгу воспоминаний о выдающейся поэтессе-шестидесятнице Тамаре Жирмунской «Поэт не может умереть…» вошли мемуары о ней людей, которые её хорошо знали и любили. Среди них — Павел Сиркес (муж), Сандра Мясникова (дочь), Антонина Хлебникова-Искандер, Игорь Волгин, Татьяна Кузовлева, Владимир Леви, Лариса Румарчук, Вероника Долина, Евгений Степанов, Нина Краснова и многие другие. В сборнике опубликованы стихи Тамары Жирмунской, её переписка с поэтом Татьяной Бек (1949–2005), а также адресованные героине книги, письма и телеграммы прозаика Юрия Казакова (1927–1982). Издание рассчитано на широкую аудиторию.
Протоиере́й Александр Мень — духовный отец Тамары Жирмунской, сказал о её стихах следующее:
«Поэзия Тамары Жирмунской свидетельствует, что в самые трудные, в самые тёмные времена человек сохраняет врожденную духовность и чистоту. Когда я впервые прочитал стихи Тамары, я почувствовал, что в них дышится легко. Это не всегда бывает в литературе, в поэзии, в частности. Легко, потому что там ясный взгляд, бьётся живое человеческое сердце, есть ирония и улыбка, но ничего тяжелого, вымученного нет. Какая-то естественность и простота. Я узнал в этих стихах свою юность. В поэтических книгах Тамары живет и город, и улицы, и те годы, когда мы начинали выходить из "мёртвой зоны". Почти все мои современники тогда просыпались, но лишь немногие понимали, что кончается ночь. Эта атмосфера живой жизни дышит в стихах Тамары Жирмунской. Мы называем то время оттепелью, но без оттепели не бывает весны. Для нас это незабываемо. Это были надежды, и я уверен, что они не были тщетны. Это была подготовка почвы. Конечно, жизнь оказалась сложнее, чем мы ожидали. Но Тамара пронесла надежду через все эти годы и осталась все той же москвичкой юной, которая смотрит на мир светлыми глазами. На эту чистоту и падает священное зерно духа. И в этом залог для будущего. Чудо стихов Тамары Жирмунской состоит в том, что она находит необыкновенное в обыкновенном, поэзию в простом, а значит, дух в том мире быта, который мы ошибочно считали бездуховным. Бездуховным он становится, потому что мы таковы. А когда человек не дает заглохнуть врожденному чувству, тогда дух встречается с Духом, малое встречается с великим, и наше временное соприкасается с вечностью. Вот это мне и дорого в стихах Тамары Жирмунской».

## Семья
- Муж — режиссёр-документалист Павел Семёнович Сиркес.
  - Дочь — Сандра (Александра)  Мясникова, писатель, журналист.
    - Муж дочери - Владимир Мясников, известный теле и кино(оператор), преподаватель Строгановской академии

## Творчество
Сборники лирических стихов:
- «Район моей любви» (Москва, 1962)
- «Забота» (Москва: Советский писатель, 1968)
- «Грибное место» (Москва, 1974)
- «Нрав» (Москва, 1988)
- «Праздник» (Москва: Современник, 1993)
- «Конец сезона» (Москва, 1996)
- «Веет осенью…Тишина…» Избранные стихи и поэма (М.: Вест-Консалтинг, 2005)
- «Киви», стихи 1999—2009 гг. (Москва: Риза-Принт, 2009)
- «Никто не прав, никто не виноват». Избранное (М.: Вест-Консалтинг, 2020)

### Проза
- «Мы — счастливые люди. Воспоминания» (Москва, 1995)
- «Библия и русская поэзия» (Москва: Изограф, 1999)
- «Короткая пробежка: Избранное и новое» (М., 2001)
- «Ум ищет Божества» (Москва: Российский писатель, 2006)
- «Я сын эфира, Человек» (Москва: Русский импульс, 2009)
- "Нива жизни. Воспоминания" (Москва: Волшебный фонарь, 2013)

### Мемуары и память
- "Поэт не может умереть..." Книга воспоминаний о Тамаре Жирмунской (М.: Вест-Консалтинг, 2024)
  - В мае 2024 году в издательстве "Вест-Консалтинг" выходит книга воспоминаний о Тамаре Жирмунской "Поэт не может умереть". В ней впервые представлены сканы писем и телеграмм Юрия Казакова (из архива Тамары Жирмунской). Также собраны лучшие стихи Тамары Жирмунской о Юрии Казакове.
  - 27 мая 2024 г. состоялась презентация книги "Поэт не может умереть" в Культурном центре "Покровские ворота" (Москва, Метро Чистые пруды) - "Поэзия Тамары Жирмунской свидетельствует, что в самые трудные, в самые тёмные времена человек сохраняет врождённую духовность и чистоту. Когда я впервые прочитал стихи Тамары, то я почувствовал, что в них дышится легко,"- сказал известный христианский богослов и писатель, миссионер Новой России, духовный отец Тамары Александровны – протоиерей Александр Мень. "Пароль - верность" - любила повторять своим друзьям и близким Тамара Жирмунская.   В вечере приняли участие друзья, родные и ученики Тамары Александровны: Антонина Искандер, Наталья Горленко, Леонид Горовой, Игорь Волгин и другие. Ведущая вечера - Сандра Мясникова, дочь Тамары Александровны Жирмунской и Павла Семёновича Сиркеса https://vk.com/wall-77158163_2738
  - 22 декабря 2024г. в Доме А.Ф. Лосева, на Арбате (Москва), в исполнении лауреатов международных конкурсов Максима Золотаренко и Людмилы Шевелевой, состоялся литературно-музыкальный концерт памяти Тамары Александровны Жирмунской, поэта, прозаика, литературоведа, члена СП СССР и Павла Семёновича Сиркеса, сценариста, режиссёра - документалиста, члена Союза кинематографистов. Почётный гость этого замечательного вечера, Сандра Мясникова, журналист, прозаик, член Союза писателей Москвы, дочь Т.А. Жирмунской П.С. Сиркеса, поделилась воспоминаниями о многолетней дружбе её родителей с Фазилем Искандером, Евгением Евтушенко, Риммой Казаковой, Беллой Ахмадуллиной, Булатом Окуджавой. Автор идеи – Марианна Михайлова, поэт, художник. Организаторы: лауреаты Международных  конкурсов Алла Лейчу, художник и Марианна Михайлова, продюсер, автор проекта "Музыка Вселенной: от Баха до Чайковского" http://domloseva.ru/events/afisha/event/4892-kontsert-muzyka-vselennoj-ot-bakha-do-chajkovskogo
  - 28.06.2025г. в Государственном Музее-заповеднике «Усадьба «Мураново», на открытии 5-й выставки "Стекло на траве" представлено панно "Аммонит: Вселенная Сиркес - Жирмунская", посвящённое поэту, писателю, автору многочисленных книг Т.А. Жирмунской и её мужу П.С. Сиркесу, сценаристу, журналисту, режиссёру - документалисту, автору более сорока сценариев к документальным фильмам (панно создано в 2024г. художником Марианной Михайловой в технике спекания стекла, в центре сюжетной композиции расположены 59 стеклянных бусин - Тамара Александровна и Павел Семёнович совместно прожили пятьдесят девять лет).